# Jarmuk
Jarmuk (arab. نهر اليرموك Nahr Al-Jarmuk, hebr. נהר הירמוך Nehar HaJarmukh, gr. Hieromax) – rzeka na Bliskim Wschodzie, dopływ Jordanu, rzeka graniczna między Syrią i Jordanią oraz Izraelem i Jordanią. Na północnym brzegu rzeki Jarmuk znajdują się Wzgórza Golan.
20 sierpnia 636 r. nad Jarmukiem miała miejsce bitwa, w której oddziały arabskie dowodzone przez Chalid ibn al-Walida pokonały wojska cesarza bizantyjskiego Herakliusza.
13 stycznia 715 r. do rzeki zostały wrzucone prochy Piotra z Bajt Ras, chrześcijańskiego męczennika, skazanego wcześniej na poćwiartowanie i ukrzyżowanie, a następnie spalenie.